# Ethobunus acanthotibialis
Ethobunus acanthotibialis is een hooiwagen uit de familie Zalmoxioidae.